# 3-я флотилия эскадренных миноносцев кригсмарине
3-я флотилия эскадренных миноносцев кригсмарине (нем. 3. Zerstörer-Flottille) — подразделение военно-морского флота нацистской Германии, одна из 7 флотилий эскадренных миноносцев ВМФ Германии периода Второй мировой войны.

## История
Флотилия была сформирована 1 декабря 1939 года из 5-го дивизиона эсминцев. Командиром флотилии был назначен фрегаттен-капитан Ганс-Йоахим Гадов. Списочный состав флотилии (5 эсминцев) не изменялся до момента её расформирования 13 апреля 1940 года. Однако, следует учитывать, что фактический состав флотилий зачастую менялся, штабу флотилии могли подчиняться эсминцы других соединений, участвующие в общей операции или сосредоточенные на одном театре военных действий.

## Состав
В состав 3-й флотилии входило 5 эсминцев типа 1936, в том числе Z-17 «Дитер фон Рёдер», Z-18 «Ганс Людеман», Z-19 «Герман Кюнне», Z-20 «Карл Гальстер», Z-22 «Антон Шмидт».

## Командиры
| Время                           | Командующий флотилией              |
| ------------------------------- | ---------------------------------- |
| 1 декабря 1939 — 13 апреля 1940 | капитан-цур-зее Ганс-Йоахим Гадов; |